# Tel Nisa
Tel Nisa (hebrejsky: תל נשא) je pahorek o nadmořské výšce - 195 metrů v severním Izraeli, v Bejtše'anském údolí.
Leží v zemědělsky intenzivně využívané krajině cca 1 kilometr východně od města Bejt Še'an a 1 kilometr jihozápadně od vesnice Neve Ejtan. Má podobu nevýrazného odlesněného návrší, které vystupuje z roviny Bejtše'anského údolí. Na úpatí se nachází pramen Ejn Ejtan (עין איתן). Okolí pahorku doplňuje na jihu umělá vodní nádrž. Na jihovýchod od Tel Nisa se rozkládá pahorek Tel Cemed.